# 1868 a tudományban
Az 1868. év a tudományban és a technikában.

## Biológia
- január 30. – Londonban megjelenik Charles Darwin The Variation of Animals and Plants under Domestication (Az állatok és növények megváltozása a háziasítás állapotában) című könyve, melynek egyik fejezete tartalmazza az öröklődési elmélet (pangenesis) leírását is.

## Kémia
- Norman Lockyer a Nap színképében felfedezi a D3 vonalat (Fraunhofer-féle vonalak), lényegében az addig ismeretlen héliumot

## Régészet
- március – Louis Lartet francia őslénykutató elsőként tárja fel a cro-magnoni ember csontvázát

## Születések
- március 18. – Marek József, a 20. század első felének iskolateremtő magyar állatorvosa († 1952)
- március 22. – Robert Millikan fizikai Nobel-díjas amerikai kísérleti fizikus († 1953)
- május 21. – Bugarszky István magyar vegyész, a fizikai kémia egyik magyarországi úttörője	(† 1941)[1]
- június 6. – Robert Falcon Scott, a Déli-sark brit kutatója († 1912)
- június 14. – Karl Landsteiner osztrák biológus és orvos († 1943 a tudományban)
- június 29. – George Ellery Hale amerikai csillagász († 1938)
- július 4. – Henrietta Swan Leavitt amerikai amatőrcsillagász († 1921)
- szeptember 16. – Albert William Herre amerikai ichthiológus és lichenológus († 1962)
- november 8. – Felix Hausdorff német matematikus, a topológia egyik megalapozója  († 1942)
- december 9. – Fritz Haber Nobel-díjas német kémikus († 1934)

## Halálozások
- február 11. – Léon Foucault francia fizikus (* 1819)
- március 2. – Nagy Károly magyar matematikus, csillagász (* 1797)
- május 22. – Julius Plücker német matematikus és fizikus (* 1801)
- szeptember 26. – August Ferdinand Möbius német matematikus, csillagász (* 1790)
- július 15. – William Thomas Green Morton amerikai fogorvos, az érzéstelenítő belégzés felfedezője és ismertetője, lényegében az első aneszteziológus (* 1819)